# Mustikkasaari (ö i Mellersta Finland, Keuruu, lat 62,19, long 24,75)
Mustikkasaari är en ö i Finland. Den ligger i sjön Keurusselkä och i kommunen Keuru i den ekonomiska regionen  Keuru ekonomiska region  och landskapet Mellersta Finland, i den södra delen av landet, 220 km norr om huvudstaden Helsingfors. Öns area är 6,2 hektar och dess största längd är 0,5 kilometer i sydöst-nordvästlig riktning.